# FC Valga
FC Valga (do 2005 Valga Lokomotiv) – była estońskim klubem piłkarskim z siedzibą w mieście Valga, który działał w latach 1990-2005.
Uczestnik czterech sezonów w estońskiej najwyższej klasie rozgrywkowej (2000, 2003–2005).
29 listopada 2005 klub połączył się z Valga FC Warrior, który odziedziczył jego miejsce w Meistriliiga.

## Chronologia nazw
- 1990–1998: Valga Lokomotiiv
- 1998-2005: FC Valga

## FC Valga w estońskim futbolu
| Sezon            | Liga                     | Lp.              | M                | Z                | R                | P                | B+               | B-               | +/-              | Pkt.             | Najlepszy strzelec       |                  |
| Valga Lokomotiiv | Valga Lokomotiiv         | Valga Lokomotiiv | Valga Lokomotiiv | Valga Lokomotiiv | Valga Lokomotiiv | Valga Lokomotiiv | Valga Lokomotiiv | Valga Lokomotiiv | Valga Lokomotiiv | Valga Lokomotiiv | Valga Lokomotiiv         | Valga Lokomotiiv |
| ---------------- | ------------------------ | ---------------- | ---------------- | ---------------- | ---------------- | ---------------- | ---------------- | ---------------- | ---------------- | ---------------- | ------------------------ | ---------------- |
| 1992             | Esiliiga                 | 2.               | 4                | 6                | 3                | 2                | 13               | 10               | +3               | 7                |                          |                  |
| 1992             | Esiliiga                 | 3.               | 8                | 6                | 2                | 3                | 11               | 17               | –6               | 5                |                          |                  |
| 1992/93          | Esiliiga                 | 8.               | 9                | 16               | 5                | 10               | 26               | 52               | –26              | 11               |                          |                  |
| 1993/94          | Esiliiga                 | 6.               | 11               | 20               | 10               | 9                | 52               | 42               | +10              | 21               |                          |                  |
| 1994/95          | Esiliiga południe        | 6.               | 6                | 10               | 1                | 10               | 7                | 27               | –20              | 3                |                          |                  |
| 1995/96          | II liiga południe        | 2.               | 5                | 8                | 5                | 2                | 20               | 13               | +7               | 16               |                          |                  |
| 1996/97          | II liiga południe/zachód | 5.               | 6                | 10               | 2                | 4                | 30               | 27               | +3               | 10               |                          |                  |
| 1997/98          | II liiga południe/zachód | 6.               | 6                | 10               | 0                | 8                | 11               | 35               | –24              | 2                |                          |                  |
| FC Valga         |                          |                  |                  |                  |                  |                  |                  |                  |                  |                  |                          |                  |
| 1998             | Esiliiga                 | 4.               | 8                | 14               | 5                | 5                | 14               | 11               | +3               | 19               | 4 graczy (2)             |                  |
| 1999             | Esiliiga                 | 4.               | 8                | 28               | 11               | 15               | 34               | 59               | –15              | 35               | Roland Mäe (8)           |                  |
| 2000             | Meistriliiga             | 8.               | 8                | 28               | 2                | 14               | 11               | 94               | –83              | 8                | Vjatšeslav Zahovaiko (4) |                  |
| 2001             | Esiliiga                 | 2.               | 8                | 28               | 16               | 9                | 61               | 38               | +23              | 51               | Envar Jääger (15)        |                  |
| 2002             | Esiliiga                 | 1.               | 8                | 28               | 26               | 1                | 86               | 20               | +66              | 79               | Glenn Atle Larsen (16)   |                  |
| 2003             | Meistriliiga             | 7.               | 8                | 28               | 3                | 17               | 25               | 63               | –38              | 17               | Dmitri Ustritski (6)     |                  |
| 2004             | Meistriliiga             | 7.               | 8                | 28               | 5                | 21               | 30               | 80               | –50              | 17               | Andrei Antonov (13)      |                  |
| 2005             | Meistriliiga             | 8.               | 10               | 36               | 8                | 24               | 38               | 78               | –40              | 28               | Rait Kasterpalu (10)     |                  |

Źródło:

## Trenerzy
- 2000–2003: Janno Kivisild(inne języki)
- 2004–2005: Ivo Lechtmets